# Apotheose (film, 1895)
Apotheose je německý krátký film z roku 1895. Režisérem a producentem je Max Skladanowsky (1863–1939). Film byl natočen v roce 1895 a zobrazuje bratry Skladanowské, kteří vymysleli bioskop, jak stojí na jevišti a klaní se divákům.
Film měl premiéru 1. listopadu 1895 spolu s dalšími krátkými filmy, které byly jako jedny z prvních promítány laternou magicou. Každý film trval přibližně šest sekund, a proto se opakovalo jejich promítání. V roce 1897 natočil režisér pokračování filmu Apotheose 2.